# Tangerin
Tangerin (Citrus reticulata tangeringruppen) är en grupp sorter inom arten småcitrus (C. reticulata). Det är en orange eller rödorange citrusfrukt. Den är något mindre än en apelsin och skalet lossnar lättare. Tangeriner innehåller mycket C-vitamin och betakaroten. Antalet frön, eller kärnor, i varje klyfta varierar mycket.
Namnet tangerin kommer från staden Tanger i Marocko varifrån de första tangerinerna sändes till Europa. Ursprungssorten för gruppen heter 'Dancy'.

## Synonymer
Citrus tangerina Tanaka